# Парень-каратист 4
«Па́рень-карати́ст 4» (также «Ещё одна легенда карате́», «Ещё один малы́ш-карати́ст»; англ. The Next Karate Kid) — кинофильм, четвёртый в одноимённой серии фильмов.
Фильм получил неоднозначные оценки зрителей и в целом негативную реакцию критиков, и был наименее коммерчески успешным в прокате в США, получив только 8,9 млн долларов, в отличие от 90,8 млн долларов за первый фильм, 245,3 млн долларов за «Парень-каратист 2» и 39 млн долларов за «Парень-каратист 3».

## Сюжет
Мистер Кэсукэ Мияги вновь обучает восточным единоборствам подростка. На этот раз его учеником становится девушка. Она приходится внучкой американскому солдату, который во время войны спас Мияги от смерти. У неё проблемы в школе и дома, а её парень вступил в конфликт со школьной группировкой, которой руководит жестокий тренер футбольной команды. Однако благодаря урокам мистера Мияги в конце концов главная героиня справится не только со сверстниками, но и со взрослым злодеем.

## В ролях
- Пэт Морита — мистер Мияги
- Хилари Суэнк — Джули Пирс
- Констанс Тауэрс — Луиза Пирс
- Майкл Айронсайд — полковник Дурган
- Крис Конрад — Эрик МакГоуэн

## Съёмочная группа
- Режиссёр: Кристофер Кэйн
- Продюсер: Сьюзен Экинс, Джерри Вейнтрауб
- Сценарист: Роберт Марк Кэмен, Марк Ли
- Композитор: Билл Конти
- Оператор: Ласло Ковач